# Alos-Sibas-Abense
Alos-Sibas-Abense är en kommun i departementet Pyrénées-Atlantiques i regionen Nouvelle-Aquitaine i sydvästra Frankrike. Kommunen ligger i kantonen Tardets-Sorholus som tillhör arrondissementet Oloron-Sainte-Marie. År 2022 hade Alos-Sibas-Abense 305 invånare.

## Befolkningsutveckling
Antalet invånare i kommunen Alos-Sibas-Abense
| Referens: INSEE |